# Опатковиці (Прошовицький повіт)
Опатковиці (пол. Opatkowice) — село в Польщі, у гміні Прошовиці Прошовицького повіту Малопольського воєводства.
Населення — 884 особи (2011).
У 1975-1998 роках село належало до Краківського воєводства.

## Демографія
Демографічна структура станом на 31 березня 2011 року:
|          | Загалом | Допрацездатний вік | Працездатний вік | Постпрацездатний вік |
| -------- | ------- | ------------------ | ---------------- | -------------------- |
| Чоловіки | 440     | 95                 | 297              | 48                   |
| Жінки    | 444     | 81                 | 275              | 88                   |
| Разом    | 884     | 176                | 572              | 136                  |